# Ruff (Washington)
Ruff az Amerikai Egyesült Államok északnyugati részén, Washington állam Grant megyéjében elhelyezkedő, 1910-ben alapított önkormányzat nélküli település.
Ruff postahivatala 1911 és 1954 között működött. A település névadója Godfried Ruff német telepes.

## Fordítás
Ez a szócikk részben vagy egészben  a   Ruff, Washington című angol Wikipédia-szócikk ezen változatának fordításán alapul.  Az eredeti cikk szerkesztőit annak laptörténete sorolja fel. Ez a jelzés csupán a megfogalmazás eredetét és a szerzői jogokat jelzi, nem szolgál a cikkben szereplő információk forrásmegjelöléseként.